# SAm-1
SAm-1 (Sur América-1) es un cable submarino de fibra óptica. Comenzó sus operaciones en el año 2000, conectando los Estados Unidos, Puerto Rico, Brasil, Argentina, Chile, Perú y Guatemala.
En 2007, SAm-1 fue extendido a Ecuador y Colombia. Actualmente es propiedad de Telefónica y TE Connectivity.
Tiene puntos de amarre en:
- Boca Ratón, Florida, Estados Unidos
- Isla Verde, Puerto Rico
- Fortaleza, Ceará, Brasil
- Salvador de Bahía, Bahía, Brasil
- Río de Janeiro, Río de Janeiro, Brasil
- Santos, São Paulo, Brasil
- Las Toninas, Argentina
- Valparaíso, Chile
- Arica, Chile
- Lurin, Perú
- Mancora, Perú
- Puerto San José, Guatemala
- Puerto Barrios, Guatemala
- Salinas, Ecuador
- Barranquilla, Colombia

Una vez aprobado en el año 2000, consistía en cuatro pares de fibra operando inicialmente a 40 Gb/s en una configuración de anillo ampliable a 48 canales de 10 Gbit/s cada uno, para una capacidad total de diseño de 480 Gbit/s, y con la actualización de capacidad de uso alcanzó 1,92 Tbit/s.